# Elin Larsson (volleybollspelare)
Elin Larsson, född 2 mars 2003 i Borås, är en svensk beachvolley- och volleybollspelare (vänsterspiker). 
Hon spelar  i seniorlandslaget i volleyboll och (sedan 2022) för Portland Pilots (University of Portlands lag). Tidigare har hon spelat för volleybollgymnasiets lag RIG Falköping (2019/20-2021/22) samt för moderklubben IK Ymer. Tillsammans med Mathilda Granberg vann hon junior-SM i beachvolley 2022 